# Karnal (distrikt)
Karnāl är ett distrikt i Indien.   Det ligger i delstaten Haryana, i den norra delen av landet, 120 km norr om huvudstaden New Delhi. Antalet invånare är 1 505 324. Arean är 2 471 kvadratkilometer. Karnāl gränsar till Kurukshetra.
Terrängen i Karnāl är mycket platt.
Följande samhällen finns i Karnāl:
- Karnāl
- Gharaunda
- Āsandh
- Nīlokheri
- Indri
- Sambhālka